# Munhwa Broadcasting Corporation
Munhwa Broadcasting Corporation (Hangul: 문화방송주식회사; Hanja: 文化放送 Munhwa Bangsong Jushikhoesa) of MBC is een Zuid-Koreaanse commerciële radio- en televisie-omroep opgericht in 1961. Het is een van de vier grootste radio- en televisienetwerken van Zuid-Korea. Munhwa is een Koreaans woord voor "cultuur". MBC ontvangt bijna geen financiële steun van de overheid en verdient vrijwel alleen door commerciële activiteiten. Het heeft 19 regionale stations en 10 dochtermaatschappijen. In 2011 had MBC ongeveer 4.000 werknemers. In Zuidoost-Azië werd de zender in 2014 gelanceerd als Oh!K TV Asia.

## Geschiedenis
MBC begon als Busan Munhwa Bangsong (Busan Munhwa Broadcasting Corporation of Busan MBC) en werd opgericht in 1959 in Busan. Het radiostation was toen in handen van Jeong Hwan-ok en Kim Sang-yong. Jeong moedigde Kim aan om een eigen radiostation op te zetten; Kim zelf zocht een nieuw zakelijk avontuur, en in die tijd domineerden de Japanse stations de radiozenders van de zuidkust van Zuid-Korea. Op 15 april 1959 kreeg Busan MBC toestemming om uit te zenden, waarmee het de eerste Koreaanse commerciële zender werd.
Het bedrijf kreeg om een gegeven moment te maken met financiële problemen: de productiekosten voor een lokaal radiostation bleken hoger dan verwacht en advertenties leverden niet voldoende op. Het station kwam ook in een crisis terecht omtrent het management. In september 1959 werd Busan MBC verkocht aan Kim Ji-tae, eigenaar van de Busan Daily. De directie werd vernieuwd en het station ontkwam aan het dreigende faillissement. Nadat het netwerk was opgeschoond, besloot Kim Ji-tae een eigen station op te zetten in Seoul. In dat jaar gaf het ministerie toestemming aan vier privéstations. Kim kocht het recht om met zijn eigen station in Seoul te starten en in 1961 lanceerde hij een netwerk met een klein AM-station, waarmee MBC de eerste commerciële omroep van Zuid-Korea werd.
Na de militaire staatsgreep op 16 mei 1961 kwam de omroep onder vuur te liggen toen Kim Ji-tae werd beschuldigd door Park Chung-hee, toen de president van Zuid-Korea, van corruptie. Kim moest onder druk Busan MBC en Busan Ilbo afstaan aan de May 16 Scholarship Foundation in mei 1962.
Het begon met televisie-uitzendingen op 8 augustus 1969, waarmee het de derde televisieomroep van Zuid-Korea werd, na KBS-TV (31 december 1961) en TBC-TV van Ilbo Joong-ang (1965), en FM-radio-uitzendingen in 1971. Toen de omroep weer in financiële moeilijkheden kwam door de promotie van de televisiezender, verplichtte Park Chung-hee elf bedrijven om 70 procent van May 16 Scholarship Foundation 's aandelen in MBC af te kopen om financiële steun te waarborgen. Tot 1980 konden deze bedrijven noch de aandelen in MBC verkopen noch dividenden verwachten zonder toestemming van de Zuid-Koreaanse overheid. Het Zuid-Koreaanse beleidsplan omtrent de media veranderde toen Chun Doo-hwan aan de macht kwam. Het regime had veel commerciële radio- en tv-stations verboden nog langer in eigen beheer uit te zenden en het grootste deel van de aandelen van MBC waren in handen gevallen van de overheid. Op 14 november 1980 werd 70 procent van de MBC's aandelen aan KBS gegeven.
Mede door de democratische hervormingen van Zuid-Korea in 1987, besloot de regering op 26 december 1988 de Foundation for Broadcast Culture op te zetten om MBC af te zonderen van politieke invloed en KBS. De omroep is tot op heden in het bezit van de FBC (die 70% van MBC’s aandelen heeft) terwijl de Jung-Su Scholarship Foundation (voorheen de May 16 Scholarship Foundation) de overige 30% in handen heeft.
Hoewel de omroep nu wordt geleid door de FBC, heeft MBC zijn status als commerciële omroep kunnen behouden. MBC heeft sinds het begin van de televisie-uitzendingen in 1969 een eigen jingle, "MBC...문화방송" (Hangul) "MBC...Munhwa Bangsong" (geromaniseerd) en "MBC...Munhwa Broadcasting" in het Engels.
In 1991 verloor MBC, als eerste commerciële omroep in Zuid-Korea, zijn alleenrecht toen de overheid toestemming gaf aan SBS om te starten met uitzendingen tijdens de 30ste verjaardag van MBC, van 2 tot 9 december 1991.
In 2001 lanceerde MBC zowel satelliet- als kabeltelevisie-uitzendingen.
Op 21 oktober 2011 tekenden de directie van MBC en Google een samenwerkingscontract. MBC zou 10.000 uren materiaal van voor 2005 vrijgeven. De bestanden werden verdeeld in clips van tien minuten met daartussen advertenties. MBC was ook geïnteresseerd in het houden van een K-pop concert op het hoofdkantoor van Google om de samenwerking te vieren. Het concert was op 21 mei 2012 online te volgen via YouTube. Op 1 januari 2013 was MBC de derde Zuid-Koreaanse omroep die 24 uur per dag, 7 dagen per week uitzendt.

## Televisie

### Terrestrisch
- MBC TV - kanaal 11 (digitaal)

### Kabel

#### Actueel
- MBC Dramanet - televisieserie
- MBC Sports+ - sport
- MBC Every 1 - vermaak en afwisseling
- MBC M - muziek
- MBC On - herhalingen van televisieseries

#### Voormalig
- MBCGame - elektronische sporten
- MBC Life - documentaire voor levensculturen
- MBC QueeN - televisiekanaal gericht op vrouwelijk publiek
- MBC Sports+ 2 - sport

## Radio
- MBC Standard FM
- MBC FM4U
- Channel M

## Dochterondernemingen
- MBC Plus - kabeltelevisieafdeling
- MBC C&I - televisieproductiebedrijf
- iMBC - internet divisie
- MBC Arts - afdeling kunstvisies
- MBC-speelkosten
- MBC Academy - opleiding en managementafdeling
- MBC America - Amerikaanse dochteronderneming
- MBC Nanum